# ويليام أ. راسيل
ويليام أ. راسيل هو سياسي أمريكي، ولد في 22 أبريل 1831 في ويلز ريفر في الولايات المتحدة، وتوفي في 10 يناير 1899 في بوسطن في الولايات المتحدة. نشط حزبياً في الحزب الجمهوري. وقد انتخب عضو مجلس نواب ماساتشوستس ‏ وانتخب عضو مجلس النواب الأمريكي ‏.